# 刘志忠
刘志忠（1942年5月—2023年4月24日），男，广东汕头人，中华人民共和国政治人物，曾任重庆市人民政府市长。

## 生平
1965年9月加入中国共产党。清华大学工程化学系高分子化工合成专业毕业，高级工程师。历任中共四川省重庆市委常委、市经委主任、副市长、副市长兼计委主任、市长等职。1997年6月重庆市升格为直辖市后继续担任中共重庆市委副书记，2002年1月被补选为市政协副主席，2003年1月当选重庆市政协主席，2008年3月任第十一届全国政协提案委员会副主任。
2023年4月24日，刘志忠因突发心脏病逝世，享年81岁。